# Olive Carey
Olive Carey (născută Olive Fuller Golden; n. 31 ianuarie 1896, New York City, New York, SUA – d. 13 martie 1988, Carpinteria⁠(d), California, SUA) a fost o actriță americană de film și televiziune.

## Biografie
Carey s-a născut Olive Fuller Golden în New York City, fiica Adei (născută Maxwell), originară din Surrey, Anglia, și a lui George Fuller Golden⁠(d). În 1912, tatăl său a murit și a lăsat în urmă „o soție și patru copii săraci”. Sora sa - Ruth Fuller Golden - a fost actriță de film.

## Cariera
A debutat în film cu rolul din The Sorrowful Shore (1914), iar anul următor a apărut în Tess of the Storm Country⁠(d) (1914). A continuat să apară în peste 50 de lungmetraje, majoritatea filme western, și a interpretat adesea roluri băiețești.
În 1956, Carey a apărut în episodul „Death in the Snow” din serialul de antologie⁠(d) NBC The Joseph Cotten Show. În perioada 1957-1958, Carey a interpretat-o pe menajera Elsie în sitcomul CBS Mr. Adams and Eve⁠(d). Mai târziu, a apărut în sitcomul Dennis the Menace⁠(d).
În aceeași perioadă, a obținut roluri în două seriale western - Cimarron City⁠(d) și The Restless Gun⁠(d). În 1960 și 1961, Carey a interpretat-o pe secretara Casey în câteva episoade din serialul Lock-Up⁠(d) și pe Ma Tolliver în episodul „Deadly Is the Night” din Laramie⁠(d).

## Viața personală și moartea
În 1920, s-a căsătorit cu actorul Harry Carey. Cei doi au avut doi copii. Ellen și Harry Carey Jr..
Carey a murit de cauze naturale la vârsta de 92 de ani în casa sa din Carpinteria⁠(d), California.

## Filmografie

### Filme
- The Sorrowful Shore (1913) – The Orphan
- Tess of the Storm Country (1914) – Teola Graves
- When the Gods Played a Badger Game (1915) – Marie – a Chorus Girl
- Such Is Life (1915) – Olive Trent
- Just Jim (1915) – Aunt Mary
- The Millionaire Paupers (1915)
- The Frame-Up (1915) – Nell Harter
- A Knight of the Range (1916) – Bess Dawson
- Stampede in the Night (1916) – Nell Wilson
- The Night Riders (1916) – Jennie Marston – the Sheriff's Sister
- The Passing of Hell's Crown (1916) – Rose Graney
- The Wedding Guest (1916) – Panchita
- The Committee on Credentials (1916) – Josephine
- For the Love of a Girl (1916) – Jane Buckley – Cliff's Daughter
- Love's Lariat (1916) – Goldie Le Croix
- A Woman's Eyes (1916) – Sunny Baker
- The Devil's Own (1916) – Vera Browning
- The Yellow Pawn (1916)
- Trader Horn (1931) – Edith Trent
- The Vanishing Legion (1931, Serial) – Nurse Lewis [Chs. 9–12]
- Border Devils (1932) – Ethel Denham
- Naughty Marietta (1935) – Madame Renavant (nemenționat)
- The Whip Hand (1951) – Mabel Turner
- On Dangerous Ground (1951) – Mrs. Brent
- Monkey Business (1952) – Johnny's Mother (nemenționat)
- Face to Face (1952) – Laura Lee ('The Bride Comes to Yellow Sky')
- Affair with a Stranger (1953) – Cynthia Craig
- Rogue Cop (1954) – Selma
- The Cobweb (1955) – Mrs. O'Brien – Nurse
- I Died a Thousand Times (1955) – Ma Goodhue
- The Searchers (1956) – Mrs. Jorgenson
- Pillars of the Sky (1956) – Mrs. Anne Avery
- The Wings of Eagles (1957) –  Bridy O'Faolain (uncredited)
- Gunfight at the O.K. Corral (1957) – Mrs. Clanton
- Run of the Arrow (1957) – Mrs. O'Meara
- Night Passage (1957) – Miss Vittles
- The Alamo (1960) – Mrs. Dennison
- Two Rode Together (1961) – Mrs. Abby Frazer
- Billy the Kid vs. Dracula (1966) – Dr. Henrietta Hull (rol final de film)

### Televiziune
- Mr. Adams and Eve – Elsie (1957–1958)
- Wagon Train – episodul - Jesse Cowan Story – Porcas Beal (1958)
- The Restless Gun - episodul "The Peddler" (1958)
- The Rifleman – episodul – Shivaree – Ma Wilson (1959)
- Tombstone Territory – episodul – Trail’s End – Frieda Thompson (1959)
- Dennis the Menace - episodul - Man of the house - Mrs. Rafferty (1960)